# Хижняк Михайло Федорович
Миха́йло Фе́дорович Хижня́к (*1893 Полтава — † 3 листопада 1937, урочище Сандармох) — український політик лівого спрямування. Інженер-конструктор. Старшина армії УНР.
Жертва більшовицького терору.

## Біографія
Народився у Полтаві в сім'ї слюсаря полтавських паровозних майстерень. Українець. Прапорщик царської армії, офіцер Армії Української Держави та Армії УНР, згодом служив у червоній армії. Колишній член партії боротьбистів, потім член КП(б)У (1920 року — організатор червоних партизанів у Кам'янець-Подільській губернії, там же підпільний секретар ревкому ВКП(б)—КП(б)У, виключений з партії 1922 року «за нерозуміння НЕПу»). Освіта вища, закінчив Харківський технологічний інститут (1930), інженер-конструктор НДІ контролю. Проживав: м. Харків.
З 1924 року до арешту співпрацював з радянськими органами державної безпеки, про що сам писав у листах керівництву НКВС СРСР з місць ув'язнення на Соловках. 
Заарештований: Судовою трійкою при Колегії ДПУ УСРР 28 лютого 1934 р., засуджений за ст. 54-11-13 КК УСРР на 5 років ВТТ (термін з 5 грудня 1933 р.).
Відбував покарання в таборі «Дмитлаг» (ст. Яхрома), де працював виконробом на каналі Москва — Волга, і в Соловках в ізоляторі. Особливою трійкою УНКВД ЛО 9 жовтня 1937 р. засуджений до найвищої кари.
Розстріляний: 3 листопада 1937 р. в Карелії (Сандармох).
Реабілітований прокуратурою Архангельської області (17.07.1989) і прокуратурою Вінницької області (27.09.1989).